# Legatus legionis
Legatus legionis era il titolo assegnato nell'Antica Roma ai comandanti di una legione.
Già in età Repubblicana, si designava con il termine Legatus il Comandante delegato dal magistrato competente (solitamente un console o un proconsole) al comando di una Legione di sua competenza. Cesare ne fece ad esempio largo uso durante tutta la campagna di Conquista della Gallia.
A partire da Augusto, il titolo di legatus legionis venne concesso ai Comandanti senatorii (ex pretori) di una legione in una provincia con uno stanziamento legionario composto da più di una legione, tranne che in Egitto e in Mesopotamia dove le Legioni erano comandate da un Praefectus legionis di rango equestre. Il Legatus Legionis, che aveva un'età compresa tra i 25 ed i 35 anni circa ed aveva ricoperto in precedenza la carica di questore, edile o tribuno della plebe era sottoposto al comando supremo del legatus Augusti pro praetore di rango senatorio. Qualora la provincia fosse difesa da una sola Legione, il legatus Augusti pro praetore aveva anche il comando diretto della legione. 

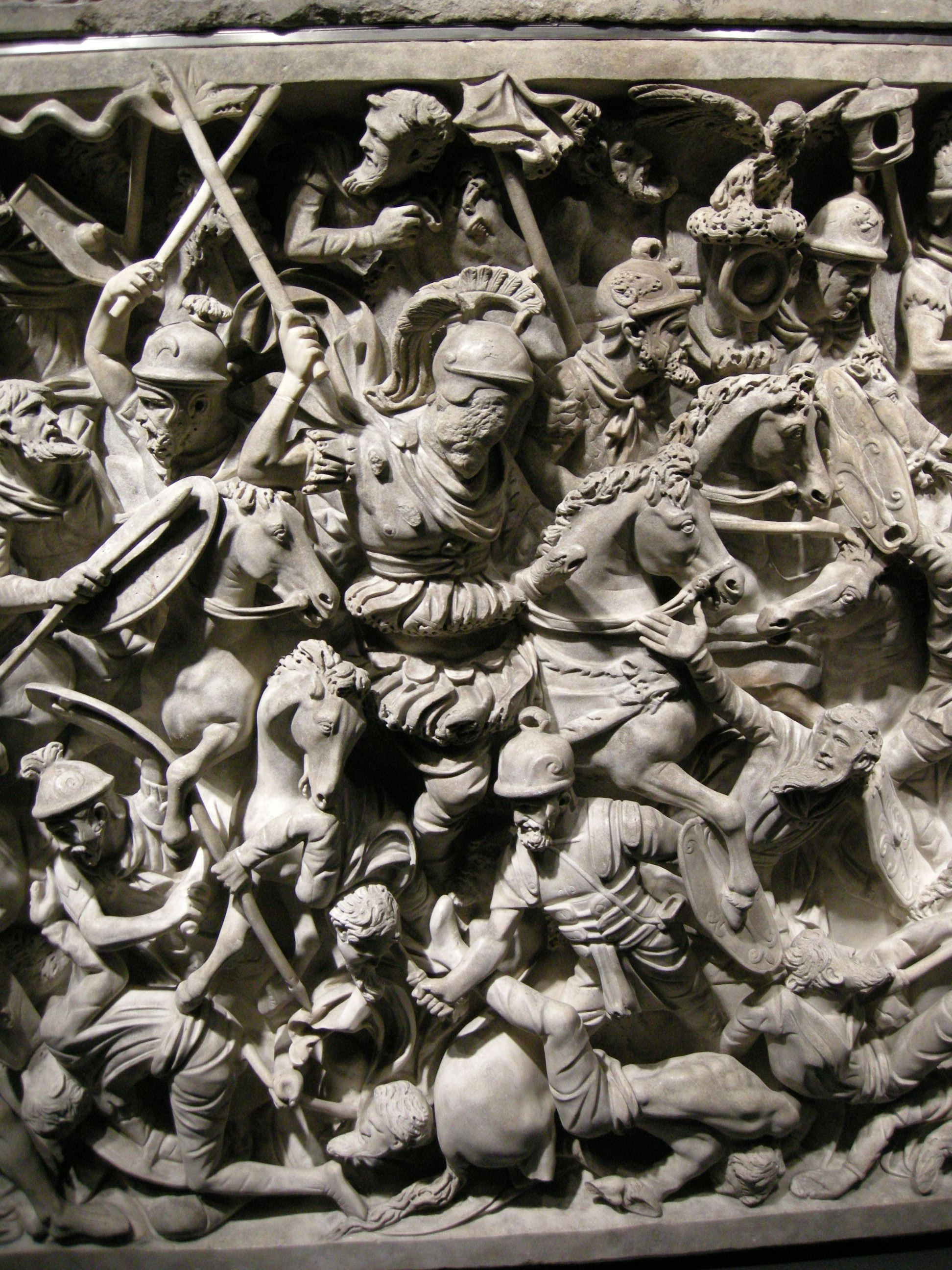
Il Legatus legionis della Legio III Augusta Aulo Giulio Popilio rappresentato in battaglia (Sarcofago di Portonaccio)

Il Legatus legionis di rango senatorio scomparve dall'orizzonte dell'esercito romano a partire da Gallieno, il quale preferì affidare i comandi delle Unità Legionarie a dei duces scelti nell'ordine equestre al cui rango erano giunti dopo una lunga carriera militare.